# De Vink vasútállomás
De Vink vasútállomás Hollandiában, ’t Harde településen.

## Vasútvonalak
Az állomást az alábbi vasútvonalak érintik:
- Amsterdam–Rotterdam-vasútvonal

## Kapcsolódó állomások
A vasútállomáshoz az alábbi állomások vannak a legközelebb:
- Leiden Centraal vasútállomás
- Voorschoten vasútállomás